# (7777) Consadole
(7777) Consadole es un asteroide perteneciente al cinturón de asteroides, descubierto el 15 de febrero de 1993 por Seiji Ueda y el astrónomo Hiroshi Kaneda desde el Kushiro Marsh Observatory, Hokkaido, Japón.

## Designación y nombre
Designado provisionalmente como 1993 CO1. Fue nombrado Consadole en homenaje a Consadole, equipo de la liga de fútbol profesional de Japón, tiene su sede en la ciudad de Sapporo, Hokkaido. El nombre del equipo es un anagrama que combina la palabra japonesa Dosanco ("nacido en Hokkaido") y el olé español ("¡bravo!").

## Características orbitales
Consadole está situado a una distancia media del Sol de 2,318 ua, pudiendo alejarse hasta 2,556 ua y acercarse hasta 2,080 ua. Su excentricidad es 0,102 y la inclinación orbital 4,030 grados. Emplea 1289,30 días en completar una órbita alrededor del Sol.
El próximo acercamiento a la órbita terrestre se producirá el 5 de mayo de 2101.

## Características físicas
La magnitud absoluta de Consadole es 14,6. Tiene 3 km de diámetro y su albedo se estima en 0,378.